# Preveg
Preveg – wieś w Słowenii, w gminie Litija. W 2018 roku liczyła 31 mieszkańców.